# 館山バイパス
館山バイパス（たてやまバイパス）は、千葉県の館山市南総文化ホール前交差点を起点とし、南房総市多田良交差点を終点とする国道127号のバイパス道路である。

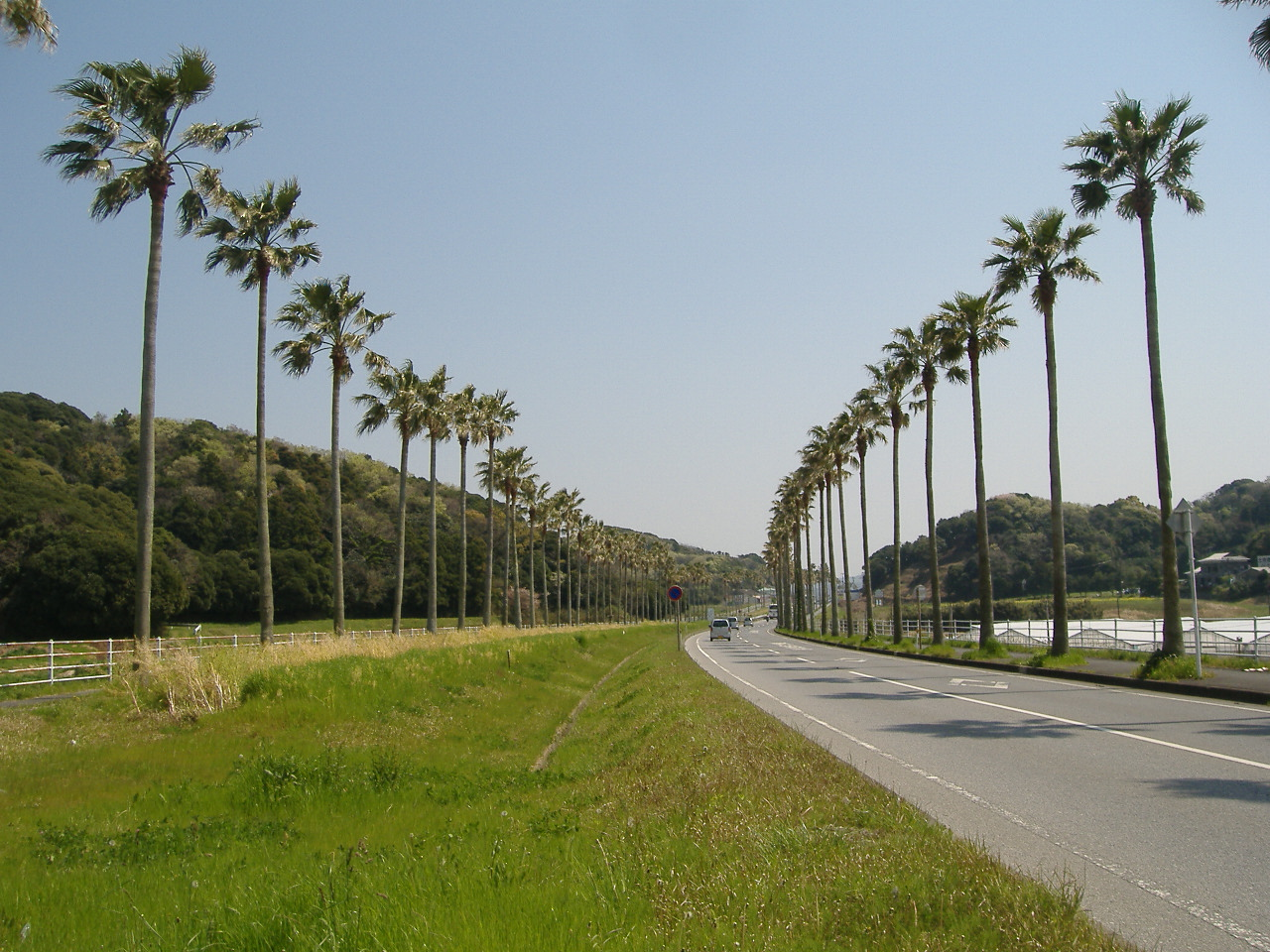
館富トンネル南口付近より館山市街方面を望む

## 概要
旧道は千葉県道302号館山富浦線であり、当道路は旧道に対し館山市街の東側を縦貫している。1986年4月7日に部分開通したのち、1993年3月25日に全線開通し、沿線はロードサイド型の大型ショッピングセンターが多数出店している。こうして商業の中心は、館山駅前からバイパス周辺へと移り変わった。なお、館山市と南房総市の境には、延長212mの館富トンネルがある。
南房総市の富浦ICにて富津館山道路に接続しており、千葉市や東京都心部と館山市内を直結する役目を持つ。
観光シーズンを中心にたびたび渋滞が発生しているが、その対策として往復4車線化の計画が策定され2008年度に着工した。工事は、南総文化ホール前交差点から那古交差点までの区間で行われ、2009年3月31日に終了し、引き続き、那古交差点から川名地区交差点までの4車線化が2015年8月に終了した。
残りの館富トンネルを含めた、富津館山道路富浦IC出入口までの区間のボトルネックについても解消するよう、地元団体から国土交通省へ要望がされていたが、令和2年（2020年）度の日本国政府予算にて、調査設計費を計上することが2020年7月に明らかとなった。国土交通省は、既に富津館山道路についても4車線に拡幅することを2019年9月に発表しており、これにより、千葉市内や東京都区部・横浜から館山市内までの基幹道路が、ひと続きに片側2車線以上で結ばれることになる。

## 交差する道路
| 交差する道路                       | 交差する道路            | 交差する場所 | 交差する場所     | 館山から (km) |
| ---------------------------------- | ----------------------- | ------------ | ---------------- | ------------- |
| 国道410号（北条バイパス） 白浜方面 |                         |              |                  |               |
| 国道128号                          | 国道128号               | 館山市       | 南総文化ホール前 | 0.0           |
| 県道296号和田丸山館山線            | 県道296号和田丸山館山線 | 館山市       | 那古             |               |
| 県道185号犬掛館山線                | 県道185号犬掛館山線     | 南房総市     | 福沢             |               |
| 富津館山道路 富浦IC                | -                       | 南房総市     | 富浦IC           |               |
| 国道127号 千葉・木更津方面         | 県道302号館山富浦線     | 南房総市     | 多田良           | 7.3           |

## 交通量
平日24時間交通量（平成17年度道路交通センサス）
- 館山市川名319 : 14,124
- 南房総市富浦町深名 : 9,722